# Tider skola komma
Tider skola komma är en brittisk science fiction-film från 1936, producerad av Alexander Korda och regisserad av William Cameron Menzies. Filmen hade premiär i februari 1936. Manuset skrevs av H. G. Wells och utgick från hans roman från 1933 med samma namn.

## Handling
Ett världsomspännande krig bröt ut 1940 och pågår i flera decennier tills de flesta överlevande, nästan alla födda efter början av kriget, inte kan minnas vad som startade konflikten eller varför. Industriproduktionen har upphört och samhället har delats upp i flera lokala primitiva samhällen. 1966 drabbades jorden av en pest som kraftigt minskade antalet överlevande. 
En dag landar en flygfarkost nära ett av dessa samhällen. Föraren talar om en organisation som arbetar för att återuppbygga civilisationen och som reser världen runt för att kontakta överlevande grupper. Större projekt genomförs under de följande decennierna, tills samhället återigen blir stabilt och kraftfullt. Världens befolkning bor nu i underjordiska städer. Under 2035, strax före den första bemannade resan till månen, växer återigen ett folkligt uppror fram...

## Medverkande
| Raymond Massey    | – John Cabal/Oswald Cabal             |
| Edward Chapman    | – Pippa Passworthy/Raymond Passworthy |
| Ralph Richardson  | – Rudolf a.k.a. The Boss              |
| Margaretta Scott  | – Roxana Black/Rowena Cabal           |
| Cedric Hardwicke  | – Theotocopulos                       |
| Maurice Braddell  | – Dr Edward Harding                   |
| Sophie Stewart    | – Mrs. Cabal                          |
| Derrick De Marney | – Richard Gordon                      |
| Ann Todd          | – Mary Gordon                         |
| Pearl Argyle      | – Catherine Cabal                     |
| Kenneth Villiers  | – Maurice Passworthy                  |
| Ivan Brandt       | – Morden Mitani                       |